# Sicko

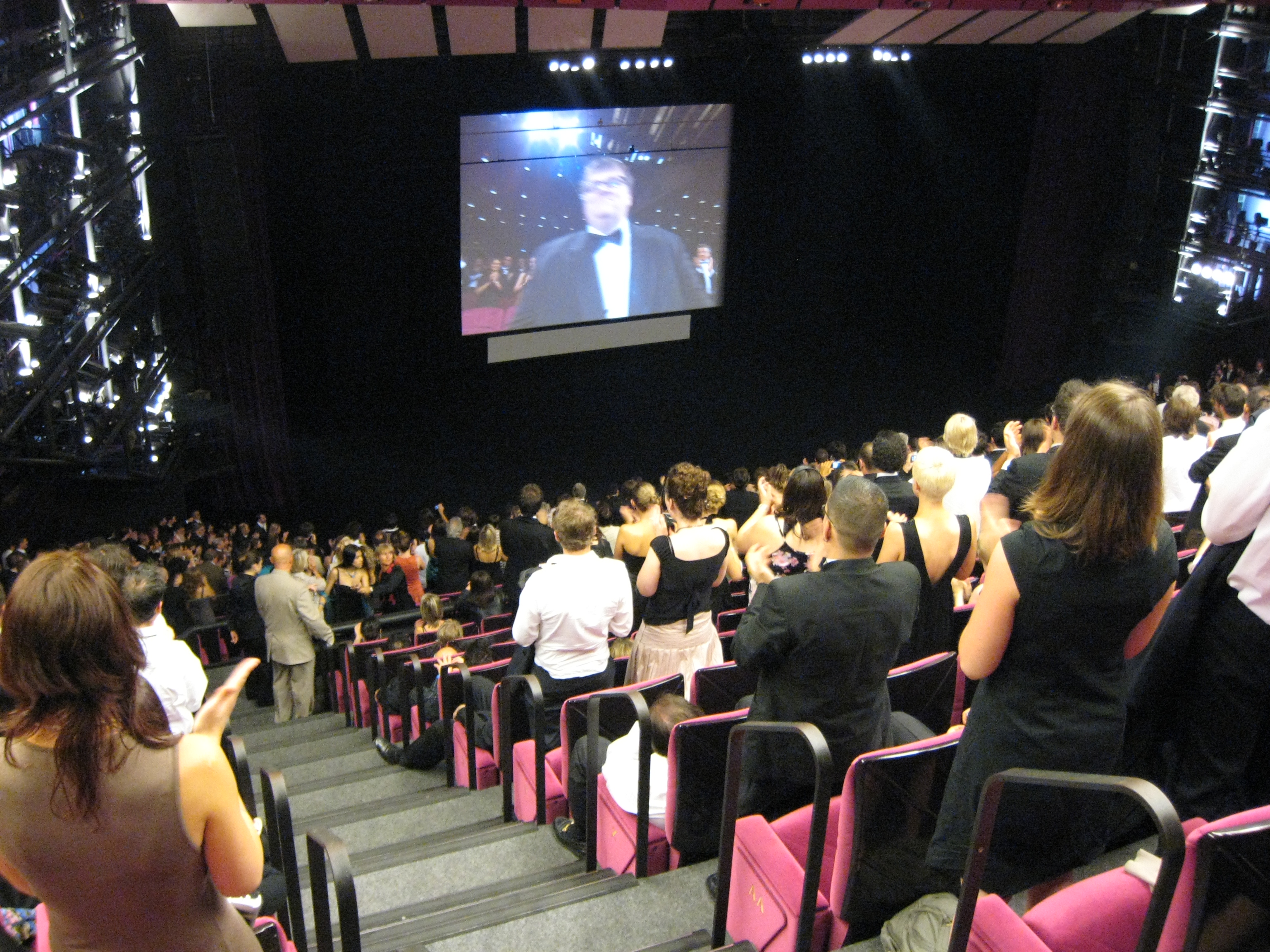
Stående ovationer efter visandet av Sicko på Filmfestivalen i Cannes.

Sicko är titeln på en dokumentärfilm om det amerikanska sjukvårdssystemet av Michael Moore som släpptes i juli 2007. Den premiärvisades vid Filmfestivalen i Cannes den 19 maj 2007.
När han tillfrågades om filmen, sa Michael Moore "Om folk frågar, så säger vi till dem att 'Sicko' är en komedi om omkring 45 miljoner människor vars hälsotillstånd inte är det bästa i världen." Han berättade senare genom sin hemsida att filmen skulle släppas i juni 2007.
Filmen jämför hälsosystemet i Förenta staterna med systemen som finns i Storbritannien, Frankrike och Kanada. Under filmens lopp avslöjas skillnaderna mellan länderna, främst hur allt finansieras.   
Michael Moore var under utredning för brott mot USA:s handelsembargo mot Kuba på grund ut av en utflykt till Kuba i filmen, en utredning som lades ner. I filmen tar Moore med sig sjuka, fattiga brandmän till Kuba efter att de nekats sjukvård i USA, trots att de är hjältar från terrorattacken mot World Trade Center.